# Ghiacciaio Heim
Il ghiacciaio Heim (in inglese Heim  Glacier) è un ghiacciaio lungo circa 14 km situato sulla costa di Loubet, nella parte occidentale della Terra di Graham, in Antartide. Il ghiacciaio, il cui punto più alto si trova 291 m s.l.m., è situato in particolare lungo la costa sud-orientale della penisola Arrowsmith da dove fluisce fino a congiungersi con il ghiaccio che ricopre il canale di Jones. Assieme al ghiacciaio Antevs, l'Heim forma una depressione trasversale che si estende nella parte sud-occidentale del fiordo di Lallemand.

## Storia
Il ghiacciaio Heim è stato grossolanamente mappato nel 1936 durante una ricognizione aerea effettuata nel corso della Spedizione britannica nella Terra di Graham, comandata da John Rymill, e solo nel 1949 una spedizione del British Antarctic Survey, che all'epoca si chiamava ancora Falkland Islands and Dependencies Survey, raggiunse le sue pendici e lo mappò più dettagliatamente. In seguito il ghiacciaio fu battezzato con il suo attuale nome in onore di  Albert Heim, il glaciologo svizzero autore, nel 1885, del Handbuch der Gletscherkunde.